# DTWNS
DTWNS (prononcé Datawnas par les historiens) (vers 260) est un Négus (Nagashi ) d'Aksoum. Il est associé dans les inscriptions retrouvées à al-Mis`al avec ZQRNS, les deux rois ayant été en guerre avec le royaume Himyar au sud de la péninsule arable aux alentours de  260-270 après JC.